# Peliosanthes macrophylla
Peliosanthes macrophylla là một loài thực vật có hoa trong họ Măng tây. Loài này được Wall. ex Baker mô tả khoa học đầu tiên năm 1879.